# Eero Antikainen
Eero Antikainen, född 6 januari 1906 i Vehmersalmi, död 29 januari 1960 i Helsingfors, var en finländsk fackföreningsman. 
Antikainen var ordförande i lant- och diversearbetarnas förbund 1945–1951, andre ordförande i Finlands Fackföreningars Centralförbund (FFC) 1951–1954, dess ordförande 1954–1959 och därefter ombudsman i Semesterförbundet. Han representerade socialdemokraterna i Finlands riksdag 1951–1955 och var andre kommunikationsminister 1958. Han ledde strejkaktionerna under generalstrejken 1956.